# チャールズ・マネーペニー
チャールズ・マネーペニー（Charles Henry Moneypenny, 1896年頃 - 1992年10月1日）は、アメリカ合衆国ミシガン州出身の土木技師で、レースサーキット（オーバルコース）の設計者として特に知られる。
「チャーリー・マネーペニー」（Charlie Moneypenny）と呼ばれることがあるほか、日本語では、「マニーペニー」、「マニー・ペニー」ともしばしば表記されている。

## 前半生
マネーペニーはミシガン州のミシガン湖近くの小さな農園で育った。
第一次世界大戦ではフランスで従軍し、戦後はアメリカ陸軍工兵学校に通った。
工兵学校で土木技術の専門技能を習得したマネーペニーは、その後は土木技師となり、メキシコでは石油パイプラインの設計に携わり、ホンジュラスでは鉄道の敷設計画と建設を監督し、米国ではノースカロライナ州、サウスカロライナ州やミシガン州の高速道路の設計を行った。
そうして、第二次世界大戦後の1940年代末にはフロリダ州のデイトナビーチ市で土木技師としての仕事を営んでいた。

## デイトナ・インターナショナル・スピードウェイの設計 (1950年代)
1948年、デイトナビーチ市において、ビル・フランス・シニアによって、ストックカーレースの統括団体である「NASCAR」（全米自動車競走協会｛有限責任会社｝。以下「NASCAR社」）が設立された。
同市では、海岸の砂浜に作られたデイトナビーチ・ロードコースで1930年代からストックカーレースが開催されていた。デイトナビーチの砂浜は固く、20世紀初頭から自動車の速度記録に挑戦する舞台として用いられていたような場所であるとはいえ、非舗装のそのコースでレース開催を続けることは1940年代末の時点で非現実的なものとなりつつあった。
1949年、フランスが同市の土木技師であるマネーペニーと知り合ったのは、フランスが完全舗装されたレース専用サーキットの建設を構想していた、そんな時期だった。

### フランスの構想
フランスは、市販車ベースのストックカーであってもインディアナポリス・モーター・スピードウェイ（IMS）を走るインディカー（レース専用のオープンホイール車両）並みの速度を出せるようにすることを望み、そのためには、IMSよりもより大きな傾斜角を持つバンクコーナーを必要とした。そのため、フランスはモンツァ・サーキット（旧レイアウト）にあるような、バンクコーナーを設置することを要望した。
加えて、IMSのように観客がサーキットの多くの部分を見渡せるサーキットであることもフランスは望んだ。
フランスが持っていたそうした構想は、実際に建設することが可能なのかという点が最大の課題だったが、土木技師であるマネーペニーがそれらを解決した。そうして、デイトナ・スピードウェイは、構想と資金集めについてはフランス・シニアが受け持ち、実際の設計や建設はマネーペニーが担った。

### バンクの設計

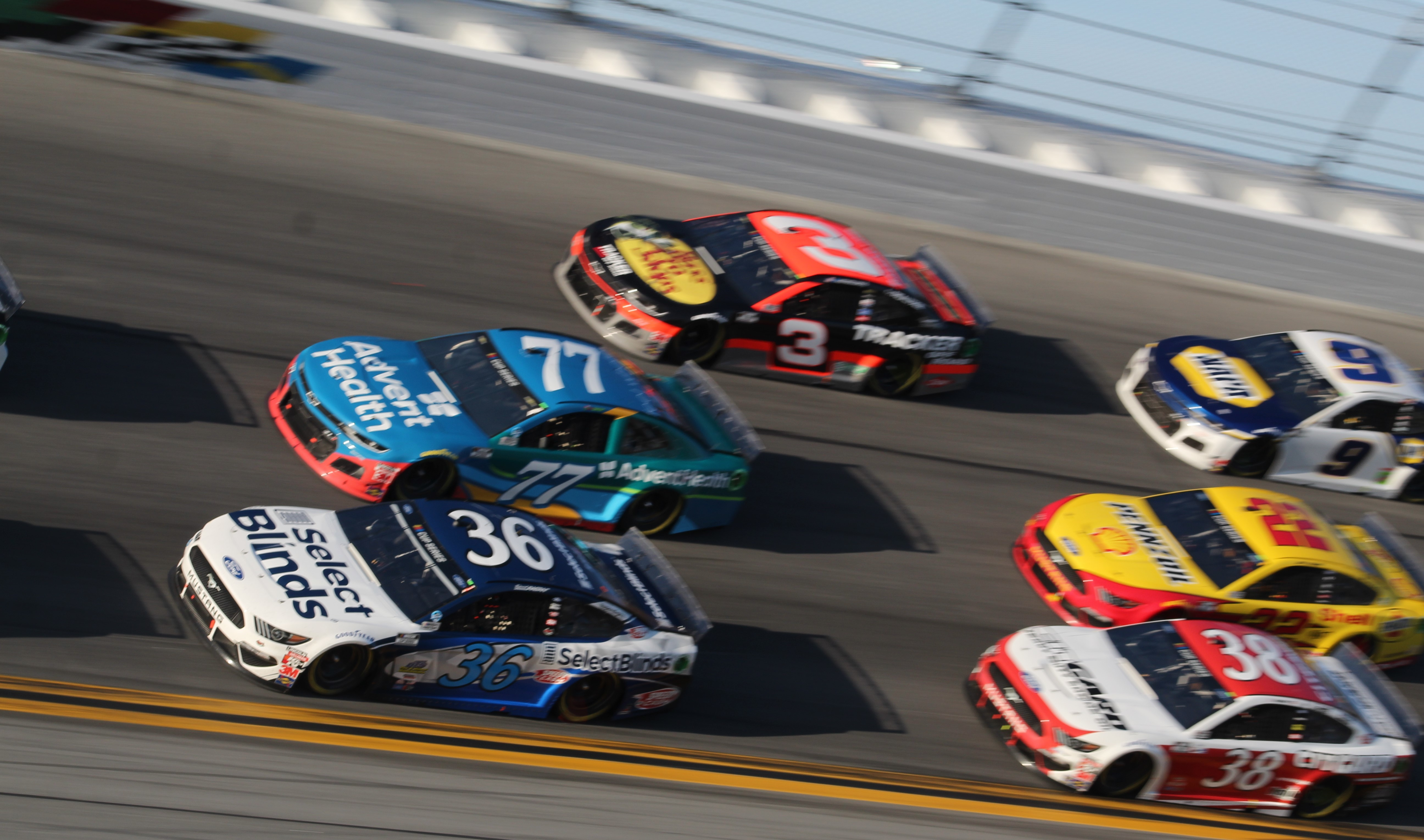
マネーペニーは、フランスの要望通り、バンク部で3台が並走できるように設計した。

マネーペニーは道路設計の知識は持っていたが、サーキットを設計した経験はなかったため、デトロイトでゼネラルモーターズやフォード社のテストコース（高速周回路）を訪ね、その設計に携わった技師と会い、直線区間の平坦な路面からどうやってコーナーの傾斜のついたバンクに路面を変位させていくのか、その手法を学んでいった。
大部分のサーキットでは、そういったことはこれまで当て推量で行われてきたということを知り、マネーペニーは、訪ねた先の自動車会社の協力を仰ぎ、平坦路からバンクへ変わっていく路面の垂直方向と水平方向の遷移についての公式を導き出した。この時にマネーペニーが導き出した公式は、デイトナに限らず、その後のオーバルトラックの建設において役立てられるようになった。

### トライ・オーバル

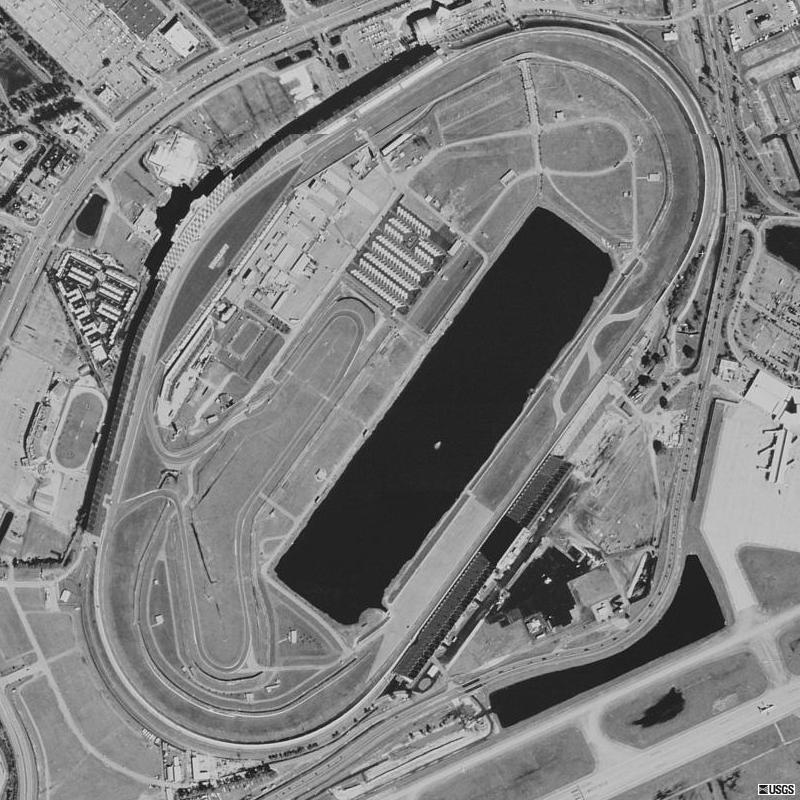
画像上辺が北。敷地の東から南を空港、西から北を道路（国道）に囲まれている。外周コースの形状を「おむすび型」にすることで、敷地を有効活用した。

デイトナを設計するにあたり、マネーペニーはコースの形状をIMSのような角を丸めたような四角形、あるいは完全な楕円形とはせず、トライ・オーバル（おむすび型）の形状とした（下図を参照）。これはコース上の理想的な走行車線を1本にしてしまわないためだと言われている。
また、フランスが所有していた土地は、1950年代の時点でデイトナビーチ国際空港と国道92号線に囲まれた菱形をしており、その敷地を有効活用する上でもこの形状は効果的だった。

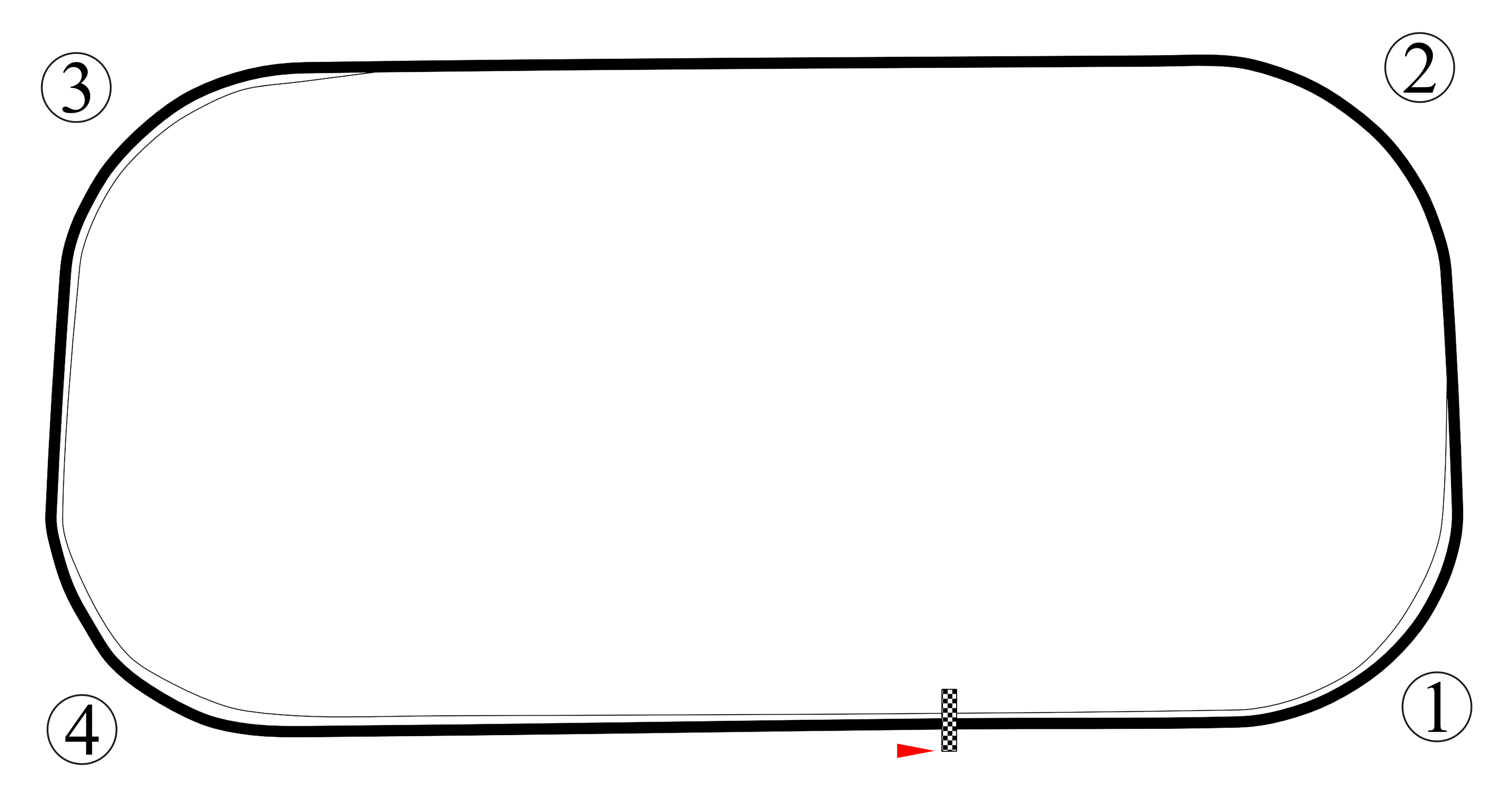
IMSのオーバルコースのコース図
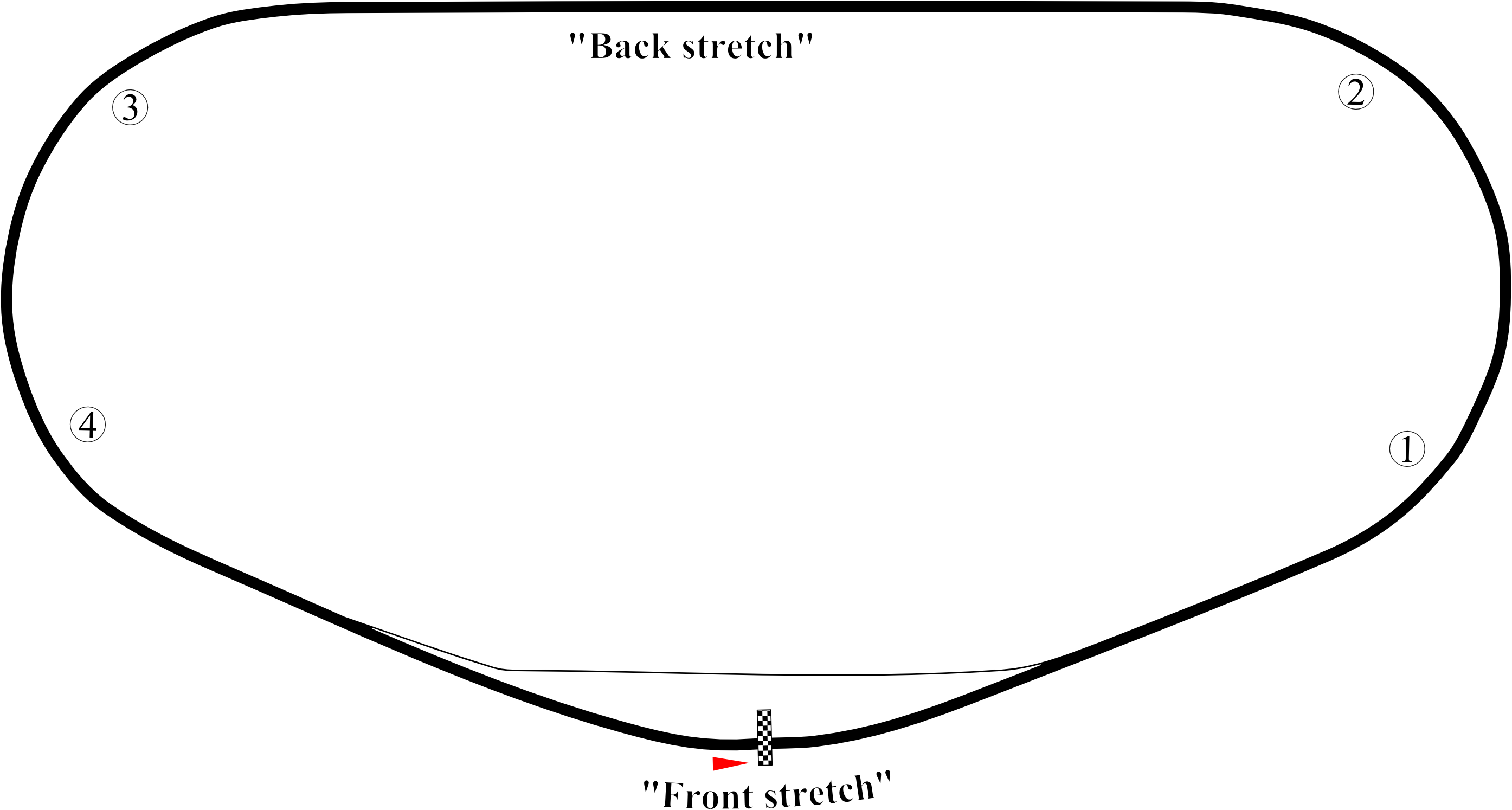
デイトナのオーバルコースのコース図

### バンクの建設
デイトナの建設は1957年に始められた。バンクを建設するにあたって、マネーペニーは造成に必要な盛り土をスピードウェイの中心部分から掘削して確保することにし、この時に穿たれた穴は人工湖の「ロイド湖」となり、現在も残っている（上掲の衛星写真で黒い長方形となっている箇所）。
30度以上という急勾配のバンク部の路面をどうやって舗装するかが課題となったが、マネーペニーはバンク上段からブルドーザーを斜面に吊るして舗装する方法を考案して、それを解決した。この手法は、後にオーバルコースのバンクコーナーを舗装するにあたって広く使われるようになった。
そうして、完成したサーキットは1959年2月に開業した。

## 日本におけるサーキットの設計 (1960年代)

### 富士スピードウェイ
1960年代前半、NASCAR形式のレース開催を計画していた日本の「日本ナスカー株式会社」から招待され、マネーペニーは建設が予定されていた「フジ・スピードウェイ」（富士スピードウェイ）の設計者となった。
この案件で、ビル・フランス・シニアのNASCAR社との提携やマネーペニーの招聘を取り持ったのは、当時、日本に住んでいたドン・ニコルズである。
1963年12月に設立された日本ナスカー社は、翌1964年1月、NASCAR社との間で「日本におけるNASCAR方式によるレースの独占開催権」についての契約を結んだ。日本ナスカー社はサーキット設計にあたって「世界でも一流」の設計者を招聘してほしいという要望を持っており、デイトナの設計者であるマネーペニーはその要望に合致する人物だった。

#### 想定外の建設予定地
1964年7月3日にマネーペニーは日本に到着し、同月に日本ナスカー社とサーキット設計についての契約を正式に結び、ホテルオークラ東京に用意された部屋にはサーキット設計のための事務所が置かれた。
NASCAR社と日本ナスカー社が契約した時点で「日本有数の海辺のリゾート地からほど近い場所の理想的な土地を購入する予定だ」という依頼主の発言をニコルズから伝え聞いていたマネーペニーは、予定地は平地にあるものと考え、オーバルコースの設計案と模型を携えて来日した。
日本に着いた時点で、マネーペニーが構想していたのは、1周4 ㎞のスーパースピードウェイで、加えて、デイトナと同様、インフィールドを使ったテクニカルコースも予定していた。コーナーの最大バンク角は32度、最高設計速度は時速320 ㎞というものだった。日本ナスカー社がNASCAR社と契約を結んだ際（1964年1月）、1周2.5マイル（4 km）で、コーナーに傾斜31度から34度程度のバンクを設けることなどが両者の間で取り決められており、マネーペニーが用意したのはそれに沿った設計案だった。
しかし、日本ナスカー社が1964年6月に取得（借地）した静岡県小山町の土地は斜面に位置しており、現地を初めて訪れたマネーペニーとニコルズは顔を見合わせ、設計をすぐさま再考する必要があると考えざるを得なかった。マネーペニーは設計の見直しのための助力を求め、ニコルズはアドバイザーとしてスターリング・モスを招聘することにした。

#### モスの提案とNASCAR社の離脱

建設予定地で視察を行うニコルズ、モス、マネーペニー（手前の人物たち、左から右）

マネーペニーが事前に構想していた設計で着工すること
マネーペニーが事前に構想していたは困難となっていたところ、招聘されたモスが1964年8月に来日して現地入りし、モスは、マネーペニー、ニコルズとともにサーキットの再設計に取り組んだ。
モスは3日弱の滞在期間の間に3つのレイアウト案を示し、アマチュアドライバー向きの左回りのサーキット（コース長は3 km）、立体交差のある右回りのグランプリ用サーキット（5 km）、構想よりさらに外周を使ったスポーツカー24時間耐久レース用のサーキット（9 km）を提案した。全長8 km、12のコーナーを持つレイアウトを提案したとも言われている。
そうして、モスの提案が後ろ盾となり、コース設計をヨーロッパ式のロードコースとすることに建設方針が大きく転換されることになった（1964年秋頃）。ここに至って、日本ナスカー社の資金は枯渇し、NASCAR社も関与することへの関心を既に失っていたこととも相まって、1965年2月初めに日本ナスカー社とNASCAR社は提携を解消した。NASCAR社が関心を失ったのは、立地が斜面であることに加え、雨がちな気候であることから、オーバルコースに向かないことは明らかで、かといって、起伏を生かしてヨーロッパ式のロードコースとして建設するのであれば、NASCAR方式のストックカーレースを開催するという当初の構想が立ち行かなくなるためである。

#### マネーペニーの設計の遺物

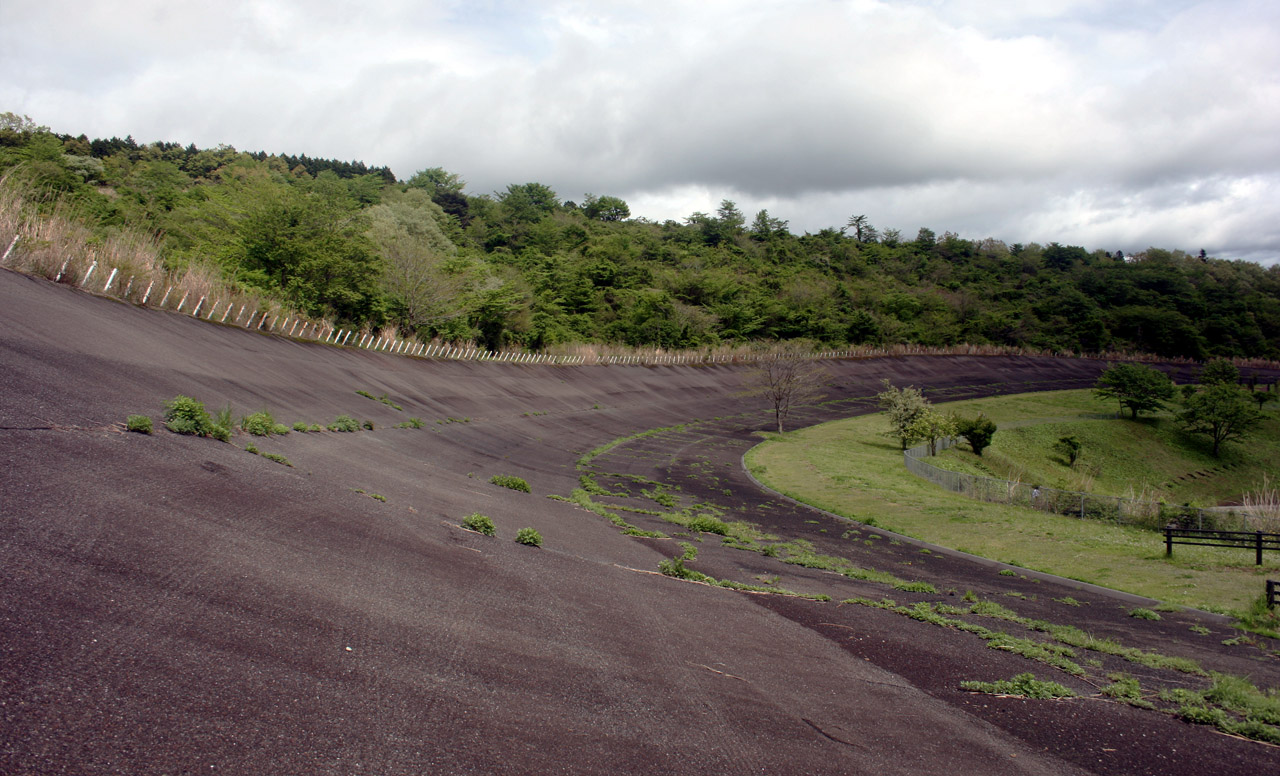
30度バンク跡。バンクの造成は大成建設が請け負ったが、難工事となった。

サーキットの設計は改めて仕切り直され、モスの案を軸として、施工を請け負った大成建設が設計し直して建設されることになった。
そうして、マネーペニーへの設計委託契約は解除された。マネーペニーの最終案では、富士スピードウェイは1周2マイル（3.2 ㎞）のトライアングル・オーバルと、それをインフィールド区間と組み合わせた1周3.6 ㎞のロードコースを併せ持ったものとする計画だった（バンク角は最大14度）。この案は、鈴鹿サーキット（1962年完成。全長6 km超）と比較してコース長が半分ほどと短かったことから、日本ナスカー社からの受けは悪かっただろうと言われている。
マネーペニーとNASCAR社の離脱後、マネーペニーの初期案に基づく「30度バンク」については採用するかどうかの意見が分かれたが、最終的にはトップの判断で残されることになった。
そうして、1965年2月に日本ナスカー社から改名されて発足した富士スピードウェイ社（FISCO）の下、全長6 kmのコースとして3月に着工されたこのサーキットは、同年12月に完成し、1966年1月に営業を開始した。

#### 日本インディ
1966年10月に富士スピードウェイで、日本インディ200マイルレースが開催されることになった際、マネーペニーは再来日した。このレースは通常とはレイアウトが異なり、30度バンクを使わない4 kmのショートトラック、かつ反時計回りで開催されることが予定されており、これは神彰と契約したアメリカ合衆国自動車クラブ（USAC。当時のインディカー主催者）側のヘンリー・バンクス（当時のUSAC副会長・競技部門責任者）による希望により決定済みだった。
マネーペニーは、このレイアウトでは周回方向が逆転することから、タイヤが飛ぶような事故が起きた際に観客の安全を確保できるよう、ガードレールの位置を調整するなど、サーキットの安全性を確保するための助言を行った。

### 箱根国際自動車レース場
箱根国際自動車レース場は、富士スピードウェイの建設よりも以前（1962年から1965年）に伊豆半島の修善寺町と大仁町に建設が計画されていたサーキットの仮称である。
この計画の事業主体は日本ストックカーレース協会（JASCAR）という会社で、この計画にもドン・ニコルズが関与し、ニコルズによるNASCAR社への売り込みにより、マネーペニーはこのサーキットの設計も手掛けることが見込まれていた。
建設予定地は富士スピードウェイと同様に山間だったが、JASCAR社は高低差の小さい比較的平坦な土地を確保していた。日本ナスカー社が同じ静岡県内で似たような計画を後から始め、富士スピードウェイが1965年12月に完成したことでJASCAR社は計画を中止し、宙に浮いた修善寺町の土地には日本サイクルスポーツセンターが建設されることになった（自転車用のコースは1971年に開業）。

### 東京サーキット
1960年代半ば、日本の東京都郊外で建設が計画されていた東京サーキットの設計は競争入札が行われ、マネーペニーはオーバルコース（外周コース）の設計者となった。このサーキットは、用地は確保していたものの、資金面などの計画が頓挫し、建設されなかった。

## その後
マネーペニーはその後、ミシガン・インターナショナル・スピードウェイ（1968年開業）の設計も行った。マネーペニーが設計を行ったのはオーバル部分のみで、インフィールドセクションは、富士スピードウェイ建設時に関連があった、スターリング・モスが（偶然）手掛けた。ミシガンのオーバルは、デイトナのトライ・オーバルともまた異なる「D字状」で、この形状は後の多くのオーバルコースに影響を与えた。
また、NASCAR社のビル・フランス・シニアは、後にIMSやデイトナと並ぶスーパースピードウェイとして知られることになる、アラバマ・インターナショナル・モーター・スピードウェイ（1969年開業。現在のタラデガ・スーパースピードウェイ）の建設を手掛け、そこでもマネーペニーはフランスに協力した。

## 設計を担当したサーキット
- 1959年 デイトナ・インターナショナル・スピードウェイ
- 1964年 富士スピードウェイ  ※原案のみ。
- 1967年 東京サーキット  ※建設は実現せず。
- 1968年 ミシガン・インターナショナル・スピードウェイ

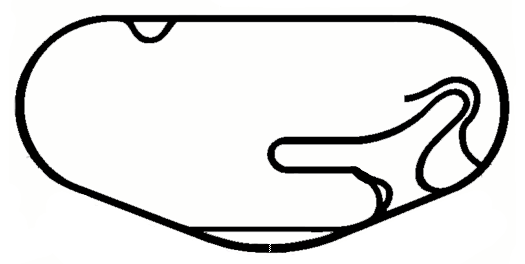
デイトナ。トライ・オーバルと呼ばれる外周コースと、テクニカルなインフィールドコースを備える。
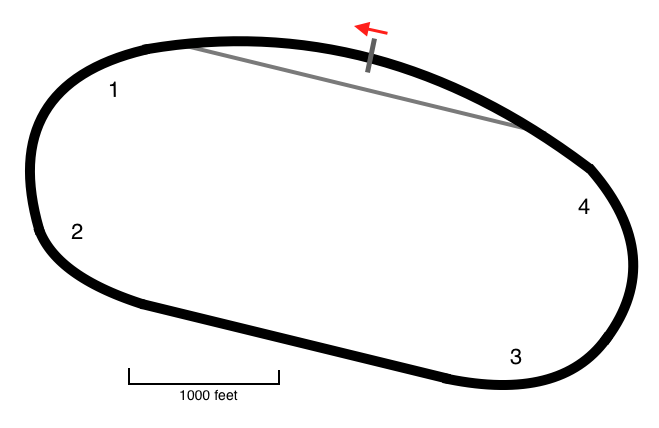
ミシガン。D字状のオーバルコース。

## 人物
痩せた人物で、ゆっくりとした話し方をした。マネーペニー自身に名声を得ることへの関心が薄かったことを要因として、デイトナなどの有名なサーキットの設計者ではある割には、比較的無名な存在だと言われている。